# قسم تكاب الريفي (مقاطعة درغز)
قسم تكاب الريفي (بالفارسية: دهستان تکاب) هي قسم تقع في إيران في قسم. يقدر عدد سكانها بـ 5,892 نسمة .